# Synagoga w Pyrzycach
Synagoga w Pyrzycach – dawna synagoga znajdująca się niegdyś w mieście Pyrzyce, w województwie zachodniopomorskim, przy ulicy Kleine Wollweberstraße (obecnie ulica Krótka).
Została wybudowana w latach 1870–1871. W 1938 odbyło się w niej ostatnie nabożeństwo. Wrótce potem bóźnica została spalona w czasie Nocy Kryształowej. Władze miejskie zakazały gaszenia pożaru, w związku z tym budynek został całkowicie zniszczony. Nie zachował się po niej żaden materialny ślad.